# Iliatenco (kommun)
Iliatenco är en kommun i Mexiko.   Den ligger i delstaten Guerrero, i den sydöstra delen av landet, 270 km söder om huvudstaden Mexico City. Antalet invånare är 10 039.
Följande samhällen finns i Iliatenco:
- Iliatenco
- Aviación
- El Aserradero
- Cerro Cuate
- Arroyo San Pedro
- Tlahuitepec
- Alchipahuac
- Oriental
- Cruz Verde
- Ojo de Agua
- Loma de Cuapinole
- Portezuelo del Clarín
- Cruz la Villa
- Santa Cruz Hernández
- Cerro Ardilla
- Santa Cecilia
- San Isidro
- Colonia Preparatoria
- Colonia Renacimiento
- Colonia Cerro Guayabo
- San Miguel Re'edí
- San Antonio
- Cerro Guayabo
- 13 de Septiembre